# ミト (クラムボンのメンバー)
ミト（mito、1975年5月6日 - ）は、日本のミュージシャン、作詞家、作曲家、編曲家、音楽プロデューサー。
東京都出身。クラムボンのバンドマスター、ベース、ギター、キーボード他を担当。クラムボンの他にも、ソロ活動や、演奏参加、楽曲提供、プロデュース、ミックスエンジニアとしても活動している。また、TVアニメや映画の楽曲制作も行う。
両親は、カコとカツミという名で1971年から音楽活動をしていた。
また妹は、ラジオパーソナリティの市川美絵  
で、ミトが彼女の番組にゲスト出演した際は、ラジオ共演を果たしている。

## 概要
1995年　同じ専門学校に通っていた、原田郁子、伊藤大助と出会う。
1996年　クラムボンとして、オリジナル曲を作り始め、クラブ、ラウンジにて活動を始める。デビュー以来、ほとんどの楽曲はミトによるものである。
2006年より『mito solo project』として、「FOSSA MAGNA」（伊藤大助、Nathalie Wiseの斉藤哲也からなるピアノ・トリオ）、「dot i/o」、「micromicrophone」の3つのソロ（クラムボン以外の）活動をスタートし、アルバムを発売。ノイズ、アバンギャルド、テクノから、エピックなポップミュージックまでを傍若無人に搾取するへヴィー・リスナーであり、常にジャンルの垣根を越えようとするスタイルで、新しい音楽に挑戦している。
他の活動に、「TO-MAS」名義でアニメの音楽を担当。伊藤真澄、松井洋平（TECHNOBOYS PULCRAFT GREEN-FUND）と「TO-MAS SOUNDSIGHT FLUORESCENT FOREST」というアニメ音楽制作ユニットを組んでいる。また牛尾憲輔（agraph）とのアニソンDJユニット「2 ANIMEny DJ'S」がある。
2011年　初のmito名義となるソロアルバム『DAWNS』を発売。同時に、これまでミトが作詞、作曲、編曲、プロデュース、リミックスなどを手がけた数々の作品を2枚にコンパイルした『mito archive 1999-2010』も発売。

## ディスコグラフィ
（この節の出典）
| 名義            | 発売日         | タイトル                                                                                        | 規格番号     |
| --------------- | -------------- | ----------------------------------------------------------------------------------------------- | ------------ |
| FOSSA MAGNA     | 2006年2月22日  | Declaration of the Independence of the imagination and the Rights of Man to His Own Madness I   | MTCJ-3028    |
| dot i/o         | 2006年12月2日  | Declaration of the Independence of the imagination and the Rights of Man to His Own Madness II  | PCD-25049    |
| micromicrophone | 2006年12月13日 | Declaration of the Independence of the imagination and the Rights of Man to His Own Madness III | YXCA-1003    |
| mito            | 2011年5月18日  | DAWNS                                                                                           | COCP-36816   |
| mito            | 2011年5月18日  | mito archive 1999-2010                                                                          | COCP-36817-8 |

## 参加作品
（この節の出典）

### [ア行]
- おおはた雄一『ラグタイム』　2005年3月9日 (WPCL-10175) WARNER MUSIC JAPAN
※M1｢不思議なくらい｣プロデュース
- AYUSE KOZUE『eyes to eyes』　2007年5月9日 (TFCC-89184) TOY'S FACTORY
※M2｢思い出すよ｣でベース演奏
- 新垣結衣『そら』　2007年12月5日 (WPZL-30074-5) WARNER MUSIC JAPAN
※M7｢スターライト｣の作詞・作曲・プロデュース
- 岩﨑愛『アイライクユー』限定発売シングル　2008年3月12日 (FADS-004)
※M2｢手紙｣ のプロデュース・ベース演奏
- 岩﨑愛『太陽になりたいお月様』　2008年4月16日 (FADS−5005)
※M1｢アイライクユー｣でプロデュース・ベース演奏
- agraph『equal』　2010年11月3日 (KSCL-1649) Ki/oon Records
※M1｢lib｣のMIX
- V.A.『I❤TOKYO～FOR ANIME MUSIC LOVERS～』　2011年10月5日 (CRCP-40303) 日本クラウン
※M8 "2 ANIMEny DJs × ちょうちょ"にて『ゼーガペイン』EDの｢リトルグッバイ｣をカヴァー
- Blu-ray & DVD 『アイドルマスター 7』　2012年4月26日 (Blu-ray：ANZX-6813～6814, DVD：ANZB-6813～6814) アニプレックス
※特典CDにて「Slapp Happy!!!」の作詞・作曲・編曲・録音・演奏で参加
※『THE IDOLM@STER ANIM@TION MASTER 生っすかSPECIAL  CURTAIN CALL』に高槻やよいソロ・リミックスが収録されている
- アフィリア・サーガ・イースト 『プラチナ』　2012年7月25日 (HID1005, HID1006) 5pb.
※2 ANIMEny DJs名義にて「プラチナ」の編曲
- iPhone向けアプリ【乙女ぶれいく!】主題歌『見つけなくちゃ!乙女心!!』　2012年8月22日 (KICM-3251) キングレコード
※2 ANIMEny DJs名義にて「見つけなくちゃ!乙女心!!」の作詞・作曲・編曲・プロデュース
- IA -ARIA ON THE PLANETES-『IA/02 -COLOR-』　2013年1月30日 (MHCL-2250~2253, MHCL-2254~2255)
※[Disk1] M14｢ページェント～for a GLORY～｣の作詞・作曲・編曲・録音・演奏・MIX
- Annabel『TALK』　2014年3月26日（LACM-35379）ランティス
※M9「スプリンタートリップ」の作編曲
- Blu-ray & DVD 〈物語〉シリーズ セカンドシーズン『鬼物語』　2014年4月23日(Blu-ray：ANZX-11043～11044,DVD：ANZB-11043~11044)アニプレックス
※BD&DVD限定 しのぶタイム書き下ろしテーマ曲「white lies」の作曲・編曲
- 安藤裕子『クリスマスの恋人』　2014年11月26日(CTC1-40366) cutting edge
※ベース演奏
- データカードダス　『アイカツ!　2015シリーズ第3弾』
※「Poppin’ Bubbles」作曲・編曲
- アイカツ!3rdシーズン挿入歌ミニアルバム『Joyful Dance』　2015年6月24日(LACA-15497)ランティス
※M6「Poppin’ Bubbles」作曲・編曲
- 内田真礼『からっぽカプセル』　2015年4月1日(PCCG-01469,PCCG-70249)ポニーキャニオン
※カップリング「Life is like a sunny day」でベース参加
- Every Little Thing『KIRA KIRA/AKARI』　2015年11月4日(AVCD-83389,AVCD-83390) avex trax
※『映画 Go!プリンセスプリキュア Go!Go!!豪華3本立て!!!パンプキン王国のたからもの』主題歌「KIRA KIRA」の作曲・編曲・プロデュース
- 内田真礼『PENKI』　2015年12月2日(PCCG-01492,PCCG-01493,PCCG-01494)ポニーキャニオン
※M9「わたしのステージ」でベース演奏
- TVアニメ ＜物語＞シリーズ『終物語』 第一巻／おうぎフォーミュラ　2015年12月23日 (Blu-ray：ANZX-11941~11942,DVD：ANZB-11941)アニプレックス
※OP曲「decent black」作曲・編曲（完全生産限定版 特典CD収録）
- TVアニメ ＜物語＞シリーズ『終物語』 第二巻／そだちリドル　2016年1月27日 (Blu-ray：ANZX-11943~11944,DVD：ANZB-11943~11944)アニプレックス
※OP曲「mathemagics」作曲・編曲（完全生産限定版 特典CD収録）
- Blu-ray & DVD ＜物語＞シリーズ『終物語』 第三巻／そだちロスト　2016年2月24日(Blu-ray：ANZX-11945~11946,DVD：ANZB-11945~11946)アニプレックス
※OP曲「夕立方程式」作曲・編曲（完全生産限定版 特典CDのみ収録）
- TVアニメ ＜物語＞シリーズ『終物語』 第四巻／しのぶメイル（上）　2016年3月23日(Blu-ray：ANZX-11947~11948,DVD：ANZB-11947~11948)アニプレックス
※OP曲「mein schatz」の作曲・編曲（完全生産限定版 特典CD収録）
- TVアニメ＜物語＞シリーズ主題歌集『歌物語』　2016年1月6日(SVWC-70125～70127,SVWC-70128～70131)アニプレックス
※【Disc1】M9「白金ディスコ」ベース演奏
※【Disc2】M4「the last day of my adolescence」,M7「white lies」の作曲・編曲
- Blu-ray & DVD 『アイドルマスター シンデレラガールズ9』　2016年2月25日（Blu-ray：ANZX-11917～11918 DVD ：ANZB-11917～11918）アニプレックス
※ 完全生産限定版特典ボーカルCD「346Pro IDOL selection vol.5」収録「Flip Flop」(日野茜・高森藍子) 作詞・作曲・編曲
- 大森靖子『TOKYO BLACK HOLE』　2016年3月23日（AVCD-93389/B）エイベックス
※M1「TOKYO BLACK HOLE 」編曲・プロデュース
- 『THE IDOLM@STER CINDERELLA GIRLS STARLIGHT MASTER 02 Tulip』　2016年5月18日（COCC-17142）コロムビア
※M3前川みく「ニャンと☆スペクタクル」の作詞・作曲・編曲を担当
- 井口裕香『az you like』　2016年7月6日（10000601594,1000601595）ワーナー
※M10「「Alf Laylah Party」Q-MHzと共同編曲
- TVアニメ『アイカツスターズ!』　2016年7月7日放送　第14話
※「Summer Tears Diary」の編曲を担当
- TVアニメ『アイカツスターズ!』挿入歌シングル2『ナツコレ』　2016年7月27日（LACM-14496）ランティス
※M2「Summer Tears Diary」の作曲・編曲を担当
- 新居昭乃『Little Piano +』　2016年8月21日（VTCL-60430）フライングドッグ
※M4「サンクチュアリ・アリス」ベース演奏
- 綾野ましろ『WHITE PLACE』　2016年10月5日（BVCL-748～9, VCL-750～1, BVCL-752）Ariola
※M8 「labradorite」作曲

- 上田麗奈『RefRain』 2016年12月21日（LACA-15617）ランティス
※M2 「ワタシ*ドリ」ベース演奏

- TVアニメ『亜人ちゃんは語りたい』OPテーマ 2017年1月～放送
※TrySail『オリジナル。』の作曲・編曲

- 緒方恵美『real/dummy』 2017年2月1日（LACA-15629）ランティス
※M2 「Be My LADY」作詞・作曲・編曲

- TVアニメ『アリスと蔵六』 2017年4月～放送
※TO-MASとして音楽担当

- 『THE IDOLM@STER CINDERELLA GIRLS STARLIGHT MASTER 10 Jet to the Future』 2017年4月19日（COCC-17150）コロムビア
※M3「Flip Flop」作詞・作曲・編曲

- TVアニメ『アリスと蔵六』オリジナルサウンドトラック Imagination Wondersound 2017年6月28日（LACA-9516-9517）ランティス
※TO-MASとして劇伴担当

- THE IDOLM@STER CINDERELLA GIRLS 5thLIVE TOUR Serendipity Parade!!! SSA Original CD『THE IDOLM@STER CINDERELLA GIRLS TO D@NCE TO』 2017年8月12日/13日（SACX-1048）さいたまスーパーアリーナ公演会場オリジナルCD
※M7「ミツボシ☆☆★ -Happily Ever After Remix-」Remix

- TVアニメ ＜物語＞シリーズ『終物語』「まよいヘル」「おうぎダーク」OPテーマ 2017年8月12日/13日 放送
※「まよいヘル」OPテーマ「terminal terminal」を神前暁と共同で作編曲
※「おうぎダーク」OPテーマ 「dark cherry mystery」作曲・編曲

- 大森靖子『draw (A) drow』 2017年8月30日（AVCD-83889/B, AVCD-83890）avex trax
※M3 欅坂46のカバー曲「サイレントマジョリティー」の編曲・サウンドプロデュース

- 内田真礼『c.o.s.m.o.s』 2017年10月25日 (PCCG-01625, PCCG-70400)ポニーキャニオン
※表題曲「c.o.s.m.o.s」編曲

- TVアニメ ＜物語＞シリーズ『終物語』 第六巻/まよいヘル 2017年10月25日 (Blu-ray：ANZX-13361,DVD：ANZB-13361)アニプレックス
※OP主題歌「terminal terminal」を神前 暁（MONACA）と共同で作編曲（完全生産限定版 特典CD収録）

- TVアニメ ＜物語＞シリーズ『終物語』 第八巻/おうぎダーク 2017年12月27日 (Blu-ray：ANZX-13365,DVD：ANZB-13365)アニプレックス
※OP主題歌「dark cherry mystery」作編曲（完全生産限定版 特典CD収録）

- TVアニメ 『宇宙よりも遠い場所』OPテーマ 2018年1月2日～ 放送
※OPテーマ　「The Girls Are Alright!」の作詞・作曲・編曲を担当

- TVアニメ『宇宙よりも遠い場所』OPテーマ「The Girls Are Alright!」 2018年2月21日（ZMCZ-11854）メディアファクトリー
※「The Girls Are Alright!」の作詞・作曲・編曲を担当

- 内田真礼『Magic Hour』 2018年4月25日 (PCCG-01668,PCCG-01669,PCCG-01670)ポニーキャニオン
※M11「c.o.s.m.o.s」編曲

- スマートフォン用アプリゲーム《A3!》 春組第5回公演『Knights of Round Ⅳ THE STAGE』公演曲
※「The Pride Of The Knights」の作詞、作曲、編曲

- TVアニメ/データカードダス『アイカツスターズ!』ベストアルバム1『BRILLIANT☆STARS』 2018年7月25日（LACA-9635～LACA-9636）ランティス
※M4「Summer Tears Diary」作曲・編曲

- 『THE IDOLM@STER CINDERELLA GIRLS STARLIGHT MASTER 21 Kawaii make MY day! 』　2018年9月19日（COCC-17511）コロムビア
※カップリングに作詞・作曲「Flip Flop」のリアレンジが収録

- スマートフォン用アプリゲーム《A3!》『A3! VIVID SPRING EP』2018年10月3日（PCCG-01711）ポニーキャニオン
※M3「The Pride Of The Knights」（春組第五回公演曲）作詞、作曲、編曲

- 『THE IDOLM@STER CINDERELLA GIRLS STARLIGHT MASTER 22 双翼の独奏歌』　2018年10月17日（COCC-17512）コロムビア
※カップリング収録　輿水幸子さんソロ２曲目　「ハピガ！」の作詞・作曲・編曲

- 大森靖子　東京スカパラダイスオーケストラ デビュー30周年記念トリビュートアルバム『楽園十三景』　2019年3月13日（CTCR-14956）エイベックス・エンタテインメント
※M4「ちえのわ」編曲

- 大森靖子『絶対彼女 feat.道重さゆみ』　2019年3月13日（AVCD-94363-4,AVCD-94365,AVCD-94366）エイベックス・エンタテインメント
※M1「絶対彼女 feat.道重さゆみ」リアレンジ

- 尾崎由香『MIXED』　2019年8月7日（WPCL-13064,WPCL-13065）ワーナーミュージック・ジャパン
※M6「(you gave me...) My Brave Story」作詞・作曲・編曲・プロデュース

- TVアニメ＜物語＞シリーズ　アニメ化10周年記念『歌物語 LP BOX』　2019年12月25日(SVWJ-70426～70430)アニプレックス
※【Disc2/A面】M9「白金ディスコ」ベース演奏
※【Disc2/B 面】M16「the last day of my adolescence」作曲・編曲
※【Disc3/A 面】M19「white lies」作曲・編曲

- 尾崎由香『NiNa』　2020年8月26日（WPZL-31740/1,WPCL-13197）ワーナーミュージック・ジャパン
※M3「デートに誘うの」編曲

- 大森靖子『Kintsugi』　2020年12月9日（AVCD-96603～4/B,AVCD-96605～6/B,AVCD-96607）エイベックス・エンタテインメント
※M2「えちえちDELETE」アレンジ・サウンドプロデュース

- iri『はじまりの日』　2021年3月24日（VIZL-1851,VICL-65491）ビクター
※M3「回る」編曲・プロデュース

- 『IDOLY PRIDE Collection Album [未来]』　2023年2月1日（SMCL-800～801,SMCL-802 ）ミュージックレイン
※M5「未来模様」作曲・編曲

- 大塚愛『marble』　	2023年9月9日（AVCD-63488/B,AVCD-63489/B,AVCD-63490）avex trax
※M3「マゼンタ」作詞・作曲・編曲

### [カ行]
- 小泉今日子『厚木I.C.』　2003年4月23日 (VICL-61083) Victor Entertainment
※M3｢きのみ｣でベース参加
- CORNER『走るナマケモノ』  2003年8月20日 (PDCC-3001) CANAGE
※｢走るナマケモノ｣でピアノ演奏
- 倉橋ヨエコ『ただいま』　2005年12月16日 (VICB-60010) babestar
※M8｢石鹸ガール｣でくちぶえ参加
- 木村カエラ『Circle』　2006年3月8日 (COCP-33522) columbia music entertainment
※M11｢Circle｣ 作曲・アレンジ・プロデュース
- KiLA『ANOTHER BEAT~KiLA remix』　2006年9月10日 (VIVO-226) VIVO DISCS
※M3｢Bully's Acre - Aeolian, Enchantment & Ceremony mix｣ remix
- 木村カエラ『Scratch』　2007年2月7日 (COCP-34093) columbia music entertainment
※M10｢never land｣ 作曲・プロデュース・ギター演奏
- 空気公団『空気公団作品集』　2007年12月19日 (BNCL-30)
※M3「休日」でベース演奏
- グッドラックヘイワ『Patchwork』　2008年1月9日 (GLCD-0023)
※M2｢Monsieur MIYATAKE｣,M4｢Misinner Blues｣,M6｢宇宙の犬｣をプロデュース・MIX
- 木村カエラ『+1』　2008年4月2日 (COCP-34795) columbia music entertainment
※M1｢NO IMAGE｣ 作曲・プロデュース・MIX
- コトリンゴ『Sweet Nest』　2008年9月10日 (RZCM-46010) commmons
※M8「デイジー」,M11「ふれたら」プロデュース・MIX・ベース演奏
- 木村カエラ『BANZAI』　2009年5月8日 (COCA-16238) columbia music entertainment
※M2｢HOCUS POCUS｣ 作曲・プロデュース
- 木村カエラ『HOCUS POCUS』　2009年6月24日 (COZP-35635) columbia music entertainment
※M7｢HOCUS POCUS｣作曲・プロデュース
- GINAX 『MUSIC is SF』　2011年9月30日 (配信楽曲)
※dot i/o名義にて｢Sea_Feels｣を楽曲提供
- 木村カエラ『Sun shower』　2012年10月24日 (COCA-16639)NIPPON COLUMBIA CO.,LTD.
※M1｢Sun shower｣ 作曲・プロデュース
- 木村カエラ 『Sync』　2012年12月19日 (COZP-743～4, COCP-37725)NIPPON COLUMBIA CO.,LTD.
※M3｢Sun shower｣, M9｢so i｣ 作曲・プロデュース
- 木村カエラ『10years』　2014年6月25日(COZP-933~934,COCP-38590) 日本コロムビア
※M4「Sun shower」作曲・プロデュース
- 木村カエラ『MIETA』　2014年12月17日(VIZL-746,VICL-64242) ELA
※M7「RUN」プロデュース
- 映画『心が叫びたがってるんだ。』　2015年9月19日～全国ロードショー
※音楽担当（コトリンゴが歌う挿入歌「Harmonia」の作曲・編曲など。詳細は当該記事参照）
  - 『心が叫びたがってるんだ。』オリジナルサウンドトラック　2015年9月16日(SVWC-70100～70101)アニプレックス
  - Blu-ray&DVD『心が叫びたがってるんだ。』　2016年3月30日 アニプレックス
    - 完全生産限定版(Blu-ray ANZX-11701～11703,DVD ANZB-11701～11703)
    - Loppi・HMV限定 レコード付きセット(Blu-ray ANZX11701LH,DVDANZB11701LH)
    - 完全生産限定版 12inchレコード 「『心が叫びたがってるんだ。』Orignal Vocaltrack e.p」
    - 通常版（Blu-ray ANSX-11701,ANSB-11701）

- 片平里菜『最高の仕打ち』　2016年2月3日(PCCA-04339,PCA-04340)ポニーキャニオン
※M5「Love Takes Time」のアレンジ・プロデュース
- TVアニメ『彼女と彼女の猫 –Everything Flows-』OPテーマ・BGM　2016年3月～
※TO-MAS SOUNDSIGHT FLUORESCENT FOREST名義で担当
- TVアニメ「コンクリート・レボルティオ～超人幻想～THE LAST SONG」
※第18話挿入歌「ハチのムサシは死んだのさ」のアレンジを2 ANIMEny DJs名義で担当

- V.A.『KenBang！』　2018年4月18日 (PCCG-01646) ポニーキャニオン
※TVアニメ「けいおん‼」エンディングテーマ 「NO,Thank You!」放課後ティータイム　covered by ミト（クラムボン） feat. 末光 篤（SUEMITSU & THE SUEMITH）

- 上白石萌音『I'll be there / スピン』　2021年10月13日 (UPCH-7601,UPCH-5983) ユニバーサルミュージック
※M1「 I'll be there」ベース演奏

### [サ行]
- 椎名法子『椅子』　1999年10月27日 (FLCF-3760) フォーライフレコード
※カップリング「太陽のように」を作曲
- 椎名法子『ドレミファソラシド』　2000年4月19日 (FLCF-3785) フォーライフレコード
※｢ドレミファソラシド｣を作曲
- 篠原ともえ『an Audio』　2000年5月24日 (HDCA-10036) ドリームマシーン/イーストウエスト・ジャパン
※｢an Audio｣を作曲
- 坂本美雨／著マーガレット・ウッドハウス『人生がうまくいくネコの9つの習慣』　2003年11月17日
※ボーナスCD「トラネコ」「ボーニャス・トラック "トラ"」を作曲＆プロデュース
- 坂本美雨／著マーガレット・ウッドハウス『ネコがよろこぶゴロゴロのツボ』　2003年11月17日
※ボーナスCD「シロネコ」「ボーニャス・トラック "シロ"」の作曲・プロデュース
- V.A.『THE BASS & GROOVE』　2005年12月16日 (VICL-61846) Victor Entertainment
※ベースマガジン監修コンピアルバム　ミト(bass)、TOKIE(bass)、伊藤大助(drums)
小淵沢セッション音源「@ the small depths swamp」、MIX
- SUEMITSU＆THE SUEMITH『Astaire』　2006年8月23日 (KSCL-1012) Ki/oon Records
※ベース演奏
- SUEMITSU ＆ THE SUEMITH『Sunday'z Sun』　2006年12月6日 (KSCL-1013) Ki/oon Records
※ベース演奏
- SUEMITSU＆THE SUEMITH『Allegro Cantabile』　2007年2月21日 (KSCL-1100) Ki/oon Records
※ベース参加
- 映画『神童　オリジナル・サウンドトラック』　2007年3月21日 (ESCL-2939) EPIC SONY
※エンディング曲「リプルソング」作詞・作曲・編曲・プロデュース・ベース演奏
- SUEMITSU&THE SUEMITH『The Piano It s Me』　2007年3月21日 (KSCL-1164) Ki/oon Records
※シングル曲含め計8曲のベース演奏
- SUEMITSU&THE SUEMITH『Sagittarius e.p.』　2007年5月23日 (KSCL-1101) Ki/oon Records
※M2｢Macbeth｣,M3｢I'm Waiting for the Man｣でベース演奏
- SYSTEM7『PHOENIX』　2007年10月24日 (WKYCD013)
※M8「MAKIMURA - SPACE PILOT (collaborate with MITO)」ベース演奏
- SUEMITSU&THE SUEMITH『Rock a Nova e.p.』　2007年11月7日 (KSCL-1102) Ki/oon Records
※M3「November is the Ballade(You-Gata Friend MIX)」MIX・オルガン&シンセ演奏
- 坂本美雨『朧の彼方、灯りの気配』　2007年12月12日 (YCCW-10041)
※M5｢Still Song｣の作曲
- SUEMITSU & THE SUEMITH『Boyz, Boy Don't Cry』　2008年2月27日 (KSCL-1103) Ki/oon Records
※全曲ベース演奏
- SUEMITSU & THE SUEMITH『Shock On The Piano』　2008年3月19日 (KSCL-1264) Ki/oon Records
※M3.7.9.10.12.12のベース演奏、M6ローズ演奏
※初回盤限定DISC2 M1のベース演奏
- SOUR『EVERY UNDONE DAWN』　2008年4月16日 (ZARCD-1004)
※アルバムプロデュース・MIX
- SOUR『WATER FLAVOR EP』　2009年6月17日 (ZEAR-2001)
※アルバムプロデュース・MIX
- 坂本真綾『You can't catch me』　2011年1月12日 (VTCL-60209)
※M1｢eternal return｣ベース演奏
- 『サウンド＆レコーディング・マガジン』　2011年12月号
※｢でんぱ組.incリコンストラクチャーズ｣CD-ROMに2 ANIMEny DJs名義にて参加
- 末光篤『Dear Grand Piano』　2011年11月9日 (CRESC-001) メディアファクトリー
※M8「Hello Hello」にベースで参加
- 末光篤『I Novel』　2011年12月7日 (配信限定)
※「I Novel」にベースで参加
- 【パチスロ ゼーガペイン】　2013年8月19日 山佐
※2 ANIMEny DJs名義にて「テクスト(CV: 牧野由依)」の詞曲編曲プロデュース
- TVアニメ『スペース☆ダンディ』サウンドトラック　2014年3月26日（VTCL-60368）フライングドッグ
※M18「The RAW」の全楽器演奏、作編曲、ミックス
- TVアニメ『スペース☆ダンディ』　2014年1月〜
※楽曲提供
  - EPISODE 03「騙し騙される事もあるじゃんよ」
  - EPISODE 04「死んでも死にきれない時もあるじゃんよ」
  - EPISODE 08「一人ぼっちのワンコ星じゃんよ」
  - EPISODE 10「明日はきっとトゥモローじゃんよ」
  - EPISODE 11「お前をネバー思い出せないじゃんよ」
  - EPISODE 13「掃除機だって恋するじゃんよ」
  - EPISODE 25「裁かれるのはダンディじゃんよ」
  - <Ending theme> 「All "the thing"s i am... worried」 作曲・編曲：ミト
  - EPISODE 26「ネバーエンディングダンディじゃんよ」

- TVアニメ『スペース☆ダンディ』O.T.S.2 Boobies Wonderland　 Produced by Shinichiro Watanabe　 2014年10月8日（VTCL-60381~2）フライングドッグ
※【Disc1】M17「N apoleon & B ishop」,【Disc2】M21「I should be…」制作
- SEBASTIAN X『イェーイ』　2014年10月22日(CTCD-20009/B,CTCD-20010) ONECIRCLE
※M1「イェーイ」プロデュース
- 末光篤『This Merry-Go-Round Song』　2014年11月26日(ZMCZ-9716)メディアファクトリー
※ベース演奏
- 白井良明『FACE TO GUITARS』　2014年12月17日(VSCD-3137) VIVID SOUND
※M1「青山通りを今日もまた」ベース演奏
- SEBASTIAN X『こころ』　2015年3月11日(CTCD-20019/B,CTCD-20020)ONECIRCLE
※タイトル曲M1「こころ」のプロデュース
- TVアニメ『ジョジョの奇妙な冒険 The anthology songs 2 / Coda』　2015年5月13日　 Warner Home Video
※M1「BLOODY STREAM ～mito remix～」のRemix
- SUEMITSU & THE SUEMITH『Appassionata feat.細美武士』　2015年6月24日(CTC1-40374) cutting edge
※ベース参加
- SUEMITSU & THE SUEMITH『Bagatelle』　2016年10月12日(CTCR-14908/B, CTCR-14909) cutting edge
※ベース参加

- TVアニメ ＜物語＞シリーズ『続・終物語』 こよみリバース上 2019年2月27日 (Blu-ray：ANZX-13821-13822,DVD：ANZB-13821-13822)アニプレックス
※OP主題歌「07734」を神前暁と共同で作編曲（完全生産限定版 特典CD収録）

- ラブライブ!サンシャイン!! CYaRon!『ある日…永遠みたいに!』　2021年6月2日(LACA-15881) Lantis
※M9「ドラゴンライダーズ」編曲・TAKUYAと共同で作曲

- ZOC『PvP』　2021年6月9日(AVZD-96707-8/B-D,AVCD-96709-10/B,AVCD-96711) avex trax
※M2「CUTTING EDGE」,M10「①④才」編曲＆サウンドプロデュース

### [タ行]
- toe『Re:designed』　2003年9月3日 (CATUNE-07)catune
※M4｢path~知恵の輪mix｣ Remix
- タラチネ『MELLOW GOLD』　2006年7月5日 (YXCC-1001) BUZZTONE RECORDS
※プロデュース
- タラチネ『世界の歌』　2006年11月8日 (YXCC-1002) BUZZTONE RECORDS
※アルバムプロデュース
- toe『New Sentimentality』　2006年12月6日 (DDCM-7001) Machu Picchu industrias
※プロデュース・MIX
- 怒髪天『LIFE BOWL』　2007年11月21日 (TECI-1163)
※M5｢3番線｣でシンセサイザー演奏
- Dew『花図鑑』　2008年7月30日 (VICL-62875)
※M3｢Cherry blossoms｣ プロデュース・ベース演奏
- ともさかりえ『トリドリ。』　2009年6月24日（ZEAR-2001）TOSHIBA EMI
※M1｢カーテンフォール｣ 作詞・作曲・編曲・プロデュース・MIX
※M8｢Mother　Goose｣ 作曲・編曲・プロデュース・MIX
- 映画『童貞放浪記』
※音楽をmicromicrophone名義で担当
- V.A『duskscape not seen』　2010年2月17日 (N66CD001) nothings66
※dot i/o (a.k.a. mito from clammbon) - BUTON にて楽曲提供
- 豊崎愛生『music』　2012年1月25日 (SMCL-254~255初回生産限定盤, SMCL-256 通常盤) ミュージックレイン
※作曲・編曲・ベース・ギターで参加
- Choucho 『flyleaf』　2012年8月8日 (LACA-35224, LACA-15224) ランティス
※M1｢flyleaf｣にてベース演奏
- 竹達彩奈 『♪の国のアリス』　2012年9月12日 (PCCG-1298, PCCG-70162) ポニーキャニオン
※M1 ｢♪の国のアリス｣にてベース演奏
- Choucho 『DreamRiser』　2012年10月24日 (LACM-34011, LACM-14011) ランティス
※M2 ｢かみつれを手に｣の作詞・曲、編曲
- 竹達彩奈『apple symphony』　2013年4月10日 (B00B5OMY5O, B00B5PDN1M, B00B5PDN1M) ポニーキャニオン
※M4「Yes-No」、※M13 ｢♪の国のアリス｣にてベース演奏
- 寺島拓篤 『スターテイル』　2013年7月3日 (B00C9C1MC2) ランティス
※M2「good night, good bye」にてベース演奏
- テスラは泣かない 『Anderson』　2013年9月4日 (B00DWI11DC) BounDEE by SSNW
※M1「アンダーソン」のプロデュース
- 豊崎愛生 『Love letters』　2013年9月25日 (SMCL-310~311, SMCL-312) ミュージックレイン
※M2「music」の楽曲提供、ギター、ベース他、M12「true blue」の編曲、演奏
- 「田上トパーズ！ オリジナル・サウンドトラック」　2013年12月11日（COKM-32226, COKM-32238）日本コロムビア
※主題歌"Again! Again!"含む全曲の作編曲、演奏
- ダイスケ『tumugu』　2014年3月26日（ESCL-4177～4179）ERJ
※M6「Monster」のプロデュース、編曲
- テスラは泣かない『Lie to myself』　2014年4月23日（TYCT-30025）ユニバーサル ミュージック
※シングル曲M1「Lie to myself」、M2「アンダーソン」のプロデュース
- テスラは泣かない『TESLA doesn’t know how to cry.』　2014年6月25日(TYCT-69018,TYCT-60036)ユニバーサルミュージック
※アルバムのプロデュース
- 寺島拓篤『PRISM』　2014年10月29日(LACA-15447)ランティス
※M10「雨に笑えば」作曲・編曲
- TVアニメ ＜物語＞シリーズ 『憑物語』第一巻/よつぎドール(上)　2015年2月4日(Blu-ray：ANZX-11055~11056,DVD：ANZB-11055~11056)アニプレックス
※OP曲 「オレンジミント」作曲・編曲（完全生産限定版特典CD収録）
- 寺島拓篤『INNER STAR』　2015年11月18日(LACM-34420,LACM-14420)ランティス
※M1「INNER STAR」作曲
- 高垣彩陽『individua』　2015年11月25日(SMCL-406~407,SMCL-407) MusicRay'n
※M4「私の時計」ベース演奏
- 豊崎愛生 『all time Lovin'』　2016年3月23日 (SMCL-421～422, SMCL-423) ミュージックレイン
※M1「銀河ステーション」作曲・編曲・演奏
- TO-MAS feat.Chima『FLIP FLAP FLIP FLAP』　2016年11月9日（LACM-14554）ランティス
※TO-MAS SOUNDSIGHT FLUORESCENT FOREST（伊藤真澄、ミト（クラムボン）、松井洋平からなる音楽ユニット）として制作
- 竹達彩奈『Lyrical Concerto』　2016年11月2日 (PCCG-01553, PCCG-01554, PCCG-01555) ポニーキャニオン
※M4「AWARENESS」作曲・編曲

- TrySail『オリジナル。』　2017年2月8日 (SVWC-70228～9, SVWC-70230～1, SVWC-70232) アニプレックス
※「オリジナル。」作曲・編曲

- toi toy toi『Chant』　2017年5月24日 (LACM-14610) ランティス
※c/w「あいのかたち」ウッドベース演奏

- TrySail『TAILWIND』　2017年8月23日 (VVCL-1083-1084, VVCL-1085-1086, VVCL-1087) SACRA MUSIC
※M9「オリジナル。」作曲・編曲

- TRUE『Lonely Queen's Liberation Party』 2018年4月25日 (LACA-35723,LACA-1572)Lantis
※M13「パズル」編曲

- 巴山萌菜『A.』（アンサー） 2018年10月29日 (配信曲)
※作曲を担当

- 寺島拓篤『MONSTER』 2019年8月28日 (LACM-34923,LACM-14923)Lantis
※M3「MONSTER」作曲・編曲

- 竹達彩奈『Dear Dear』　2021年1月20日 デジタルシングル（PCSP-03258）
※サウンドプロデュース

- 豊崎愛生 『caravan!』　2021年6月30日 (SMCL-714-5,SMCL-716) ミュージックレイン
※M1「それでも願ってしまうんだ」作曲・編曲

- 土岐隼一 『真心に奏』　2021年11月17日 (PCCG-02061,PCCG-70483,SCCG-00083) ポニーキャニオン
※M1「真心に奏」編曲を担当

- つじあやの 『HELLOWOMAN』　2022年1月6日 (VIZL-1902,VICL-65506)ビクター
※M3「泣き虫レディバード」,M5「お別れの時間」,M7「朝が来るまで」編曲を担当

- ツチヤカレン『ライフ』　2022年6月22日（HHR-005）晴天音盤 Harenohi Record
※「ライフ」歌詞ディレクション・編曲・プロデュース

### [ナ行]
- Nathalie Wise『film，silence』　2003年5月30日 (GSCA-9001) ファイブスターレコーズ
※｢TIME WAVE ZERO｣ベース演奏
- Nathalie Wise『raise hands high』　2004年9月2日 (GSCA-6005) ファイブスターズ
※M12｢raise hands high｣でベース&ノイズ演奏
- TVアニメ『猫神やおよろず』OPテーマ『神サマといっしょ』　2011年7月20日 (LASM-4101) Lantis
※2 ANIMEny DJs名義にてM2｢虹 ～Ver.8000000～｣(電気グルーヴ)のカヴァ
- TVアニメ『偽物語』OP ｢白金ディスコ｣　2012年2月26日～
※ベース演奏
- nano.RIPE『七色眼鏡のヒミツ』　2015年4月8日(LACA-35481,LACA-15481)ランティス
※リードトラックM1「こたえあわせ」のアレンジ
※M8「パラレルワールド」を鈴木秋則(ex.センチメンタルバス)とアレンジ
- 夏川椎菜『グレープフルーツムーン』　2017年4月5日(SMCL-471, SMCL-473) MusicRay'n
※表題曲「グレープフルーツムーン」作曲・編曲

- 南條愛乃feat.やなぎなぎ『一切は物語』　2017年5月17日(GNCA-0479, GNCA-0480) ユニバーサル
※表題曲「一切は物語」作曲・編曲

- Negicco『MY COLOR』 2018年7月10日 (TPRC-0208～9,TPRC-0210)T-Palette Records
※M11「硝子色の夏」作曲・編曲

- Negicco『I Am A Punk!』 2019年9月24日 (TPRC-0231)T-Palette Records
※M2「I Am A Punk!」作詞・作曲・編曲

### [ハ行]
- HUSKING BEE『AUTUMNAL TINS』　2001年9月19日 (TFCC-89008) TOY'S FACTORY
※M1｢新利の風｣でピアノ演奏
- HUSKING BEE『the steady-state theory』　2002年9月19日 (TFCC-86114) TOY'S FACTORY
※M13｢新利の風~ニュー・サラウンド~｣で原田郁子とピアノ連弾
- ハナレグミ『家族の風景』　2002年10月2日 (GSCA-5003) ファイブスターレコーズ
※ベース演奏
- ハナレグミ『音タイム』　2002年11月27日 (TOCT-24911) TOSHIBA EMI
※ベース演奏
- HARCO『winter sports rainbow』　2002年11月27日 (IOCD-11029) HiBOOM
※M2｢snow man｣でベース演奏
- ハナレグミ『日々のあわ』　2004年1月21日 (TOCT-25272) TOSHIBA EMI
※M6｢嘆キッス｣, M9｢心空｣でベース&コーラス
- BONNIE PINK『REMINISCENCE』　2005年6月22日 (WPCL-10193) WARNER MUSIC JAPAN
※M2｢Perfect｣のレコーディング・MIX・プロデュース・ギター&ウッドベース演奏
- Patrick Watson『Wooden Arms』　2009年6月24日 (NFCT-27182)
※日本盤収録ボーナストラック｢Hearts in the Park｣のremix
- 原田知世『Melting Sun & Ice Moon -Tomoyo Harada Live Tour 2010 eyja-』DVD　2010年10月27日 (TOBF-5690) EMI Music Japan
※ベース演奏
- 花澤香菜『claire』　2013年2月20日 (SVWC-7929)
※M7｢melody｣にて作編曲・演奏
- Blu-ray & DVD 『ひだまりスケッチ×ハニカム』5巻　2013年4月24日 (ANZX-6779, ANZB-6779") アニプレックス
※2 ANIMEny DJs名義にて特典CD「SiS CalM DowN」の作詞曲、編曲
- 動画編集アプリ『Findays』　2013年8月15日 MTI Ltd.
※アプリ内使用楽曲「bright light」、「prime!」、「camphor tree」計3曲の楽曲提供
- Polaris 『色彩』　2013年10月2日 (UVCA-6002) Familysong
※M1, M2, M3, にてシンセ、Rhodes演奏
- TVアニメ「ひだまりスケッチ×ハニカム」キャラソンミニアルバム　『ひだまループ×エブリデイ♪』　2013年11月27日（LASA-5152）ランティス
※2 ANIMEny DJs名義にて「SiS CalM DowN」の作詞曲、編曲、ミト名義で組曲「ひだまりスケッチ」～超ひだまつりin日本武道館～のリミックス
- 花澤香菜『恋する惑星』　2013年12月25日（SVWC-7974～7975）アニプレックス
※M3「white christmas」の作編曲、M2「スパニッシュ・アパートメント」のベース演奏
- 花澤香菜『25』　2014年2月26日（SVWC-7988～7990）アニプレックス
※M8「Make a Difference」の作編曲、「25 Hours a Day」での客演
- ピエール中野(凛として時雨)『Chaotic Vibes Orchestra』　2014年8月13日(AICL-2712~3,AICL-2714) Sony Music Associated Records
※M3「チョコレイト・ディスコ」ベース演奏
- TVアニメ ＜物語＞シリーズ セカンドシーズン『花物語』第一巻／するがデビル（上）　2014年9月24日(Blu-ray：ANZX-11051~11052, DVD：ANZB-11051~11052)アニプレックス
※OP主題歌「the last day of my adolescence」作曲・編曲（完全生産限定版特典CD収録）
- fhána『Outside of Melancholy』　2015年2月4日(LACA-35473,LACA-15473)ランティス
※M4「lyrical sentence」,M8「Paradise Chronicle」でベース演奏
- Polaris『Music』　2015年2月18日(UVCA-6003) Familysong
※M2「大気圏」,M5「とける」,M10「Neu」でピアノ・キーボード演奏
- 花澤香菜『Blue Avenue』　2015年4月22日(SVWC-70064,SVWC-70066)アニプレックス
※M5「Trace」作曲・編曲
- Polaris『Polaris“Music”Live(DSD11.2MHz Taiji Okuda drect mixing at Akasaka BLITZ)Part.1』『Polaris“Music”Live(DSD11.2MHz Taiji Okuda drect mixing at Akasaka BLITZ)Part.2』　2015年5月28日（OTOTOY配信リリース）
※参加ツアーのライブ音源がOTOTOYで高音質DSD配信
- fhána『What a Wonderful World Line』　2016年4月27日(LACA-35557,LACA-15557)ランティス
※M8「Critique & Curation」ベース演奏
- 花澤香菜『KANAight ～花澤香菜キャラソン ハイパークロニクルミックス～』　2016年8月31日（SVWC-70189～90）アニプレックス
※アルバムのプロデュースを担当
※Dics1にミト選出のリミキサー陣によるマルチトラックリミックスを７曲収録
※Disc2にイベント「KANAight」にて2 ANIMEny DJs名義でプレイした曲を中心に収録
- TVアニメ『フリップフラッパーズ』ED主題歌　2016年10月～
※TO-MAS feat. Chimaとして担当
- 花澤香菜『Opportunity』　2017年2月22日（SVWC-70251～70252, SVWC-70253）アニプレックス
※M1「スウィンギング・ガール」ベース演奏
※M15「Blue Water」作曲・編曲

- TVアニメ『フリップフラッパーズ』オリジナルサウンドトラック『Welcome to Pure Illusion』　2017年1月18日（LACA-9484～5）High Position
※TO-MASとして音楽担当

- TVアニメ 『ベルセルク』第2期EDテーマ
※南條愛乃 feat.やなぎなぎ「一切は物語」作曲・編曲

- PS4&PS Vitaゲームソフト 『ペルソナ5 ダンシング・スターナイト』2018年5月24日
※「Rivers In the Desert」Remix担当

- TVアニメ 『ハクメイとミコチ』EDテーマ　2018年1月12日～放送
※ED曲 「Harvest Moon Night」の作詞・作曲・編曲

- TVアニメ『ハクメイとミコチ』EDテーマ「Harvest Moon Night」 2018年3月7日（LACM-14706）Lantis
※「Harvest Moon Night」の作詞・作曲・編曲

- 羽多野渉 『Futuristic』　2018年12月12日（EYCA-12055）エイベックス・ピクチャーズ
※M9「I Give U My...」 作詞・作曲・編曲

- FORT 『REASON feat. mito (clammbon)』　2019年9月25日（配信限定）fractrec
※唄とラップで参加

### [マ行]
- V.A『Mosh Pit On Disney』　2004年7月28日 (AVCW-12387) avex
※ピノキオの曲をMONTEROZA4950というバンドでカバー
メンバー／MITO（from clammbon）,LEONA HIRAMOTO（from HUSKING BEE）,KENTAROU NAKAO（ex NUMBER GIRL）,HIROKAZU YAMAZAKI（from toe）
- MO'SOME TONEBENDER『SING!』　2008年9月24日 (COCP-34997) columbia music entertainment
※M4｢アイドンノウ｣ プログラミングで参加
- まきちゃんぐ『ワタシノウタ』　2011年2月16日 (VPCC-81695)
※M6｢貴方のいない部屋に慣れる日が来るまで｣ベース演奏
- ムーンライダーズ『カメラ＝万年筆　スペシャル・エディション<2CD> 』　2011年4月27日 (CRCP-20472/3) 日本クラウン
※「大人は判ってくれない」をRemix
- 映画『マイ・バック・ページ オ リジナル・サウンドトラック』　2011年6月8日 (CDSOL-1429) ULTRA-VYBE
※サウンドトラックを担当
- CM『無印良品2012』
※音楽担当
- MEG 『LA JAPONAISE』　2012年4月25日 (KICS-1763) STARCHILD
※2 ANIMEny DJs名義にて「もってけ!セーラーふく」をカヴァー
- 持田香織 『めぐみ』　2012年5月9日 (AVCD-48428～B) avex trax
※アレンジ・プロデュース・録音・ベース・ギター演奏にて参加
- TVアニメ【めだかボックス】EDテーマ『お花畑に連れてって』　2012年5月9日 (LACM-4927) Lantis
※2 ANIMEny DJs名義にてRemix担当
- みみめめMIMI『迷宮センチメンタル』　2014年8月13日　Astro Voice
※M4「ミッディ」アレンジ・プロデュース
- メロキュア『メロディック・スーパー・ハード・キュア』　2015年8月26日(COCX-39137-8)日本コロムビア
※【Disc2】M2「Agape メロキュアmeet ミト(クラムボン)& kz(livetune)」のRemix
- V.A.『Music for A Dying Star 死にゆく星へ』　2015年9月30日（EPCT-2）Epiphany Works
※M2「the signals~くらやみのレクイエム~」制作
- アニメ『ももくり』
※“TO-MAS SOUNDSIGHT FLUORESCENT FOREST”として音楽を担当
メンバー／伊藤真澄，ミト(クラムボン)，松井洋平

- 持田香織 『まだスイミー』　2019年10月8日放送スタート　カンテレ・フジテレビ系ドラマ『まだ結婚できない男』主題歌
※「スイミー」リアレンジの編曲を担当

- 〈物語〉フェス～10th Anniversary Story～ MEMORIAL ALBUM　2019年12月18日（SVWC-70465～70467）アニプレックス
※スペシャルバンドのベース&バンマスで出演

- 持田香織 『ジャスミン』　2020年4月13日 配信リリース
※作曲・編曲を担当

- TVアニメ『モンスター娘のお医者さん』　2020年7月12日放送開始
※“TO-MAS”として音楽を担当

- 最上もが 『万物流転』（アニメ『東京ガンボ』テーマソング）　2020年12月16日 配信リリース
※ベース演奏

- 持田香織 『せん』　2021年6月23日 (AVCD-96712,AVC1-96713/B) avex trax
※M1「スタートライン」,M3「ジャスミン」,M5「Even a lion can't cry」作曲
※M4「Take me」作詞・作曲
- METAMUSE『tiffany tiffany / わがままぱじゃま』　2022年7日6日 HOLD THE MUSIC
※「tiffany tiffany」編曲

### [ヤ行]
- YUKI『the end of shite』　2002年2月6日 (ESCL-2294) EPIC SONY
※ベース演奏
- YUKI『PRISMIC』　2002年3月27日 (ESCL-2300) EPIC SONY
※M5｢惑星に乗れ｣初プロデュース&ベース演奏。M1｢眠り姫｣, M2｢the end of shite｣でベース演奏
- 山下久美子『ある愛の詩』　2002年6月26日 (TOCT-24812) TOSHIBA EMI
※M12｢あなたが望む方へ｣作曲
- UR賃貸 TV-CM　2010年1月19日～
※「My Grandfather's Clock」編曲・楽曲演奏・MIX制作
- eufonius『プリズム・サイン』　2012年2月8日 (LACM-4906) Lantis
※｢プリズム・サイン｣にてベース演奏
- TVアニメ『夜桜四重奏』V.A.　『桜新町の鳴らし方。』　2013年11月27日（TFCC-86445）トイズファクトリー
※M1「種も仕掛けもありふれて」の編曲
- 夢みるアドレセンス『サマーヌード・アドレセンス』　2015年7月15日(AICL-2913～14,AICL-2920) Sony Music Associated Records
※「サマーヌード・アドレセンス」の作曲・編曲

- やなぎなぎ　ベストアルバム 『-LIBRARY- 』　2019年1月9日(GNCA-1551,GNCA-1552) NBC　ユニバーサル・エンターテイメントジャパン
※M11「BiblioMonster」作曲・編曲

- 結城萌子『innocent moon』　2019年8月28日 (WPCL-13091) WARNER MUSIC JAPAN
※M4「元恋人よ」

### [ラ行]
- リーガルリリー「キラキラの灰 (Twinkling Remix)」」 2024年12月10日 配信リリース
リミックスを担当。
- RIP SLYME『DANDELION』　2004年3月17日 (WPCL-10078) WARNER MUSIC JAPAN
※｢DANDELION｣でベース演奏
- LOVES.『LOVES.×クワイエットルームにようこそ Original Soundtrack』　2007年10月17日 (KSCL-1199) Ki/oon Records
※M1｢Naked me｣ベース演奏
- lasah『I LOVE YOU』a concept album based on nine classic japanese novels　2014年5月14日（LASAH-0002）
※M9「i」の作曲
- ラーメンムック本『Ra:』
※付録CDでキーボード演奏
スペシャルコラボバンド「田中 貴と前後関係。」
メンバー／田中 貴,曽我部恵一(サニーデイ・サービス),岸田 繁(くるり),TOSHI-LOW，RONZI(BRAHMAN),ミト(クラムボン),清水ミチコ
- ろん『ろんかば－J-POP ZOO－』　2015年8月26日(WPCL-12172,WPCL-12172) WARNER MUSIC JAPAN
※M3「午前8時の脱走計画」(Cymbals)　アレンジ
- Blu-ray『ラブライブ！The School Idol Movie』　2015年12月15日(BCXA-1025)バンダイビジュアル
※特装限定版特典のオリジナルソングCD収録　μ’s「これから」を伊藤真澄と作曲
“TO-MAS SOUNDSIGHT FLUORESCENT FOREST”で編曲
メンバー／伊藤真澄，ミト(クラムボン)，松井洋平

- Reol『虚構集』　2018年3月14日 (VICL-64954,VIZL-1328) Victor Entertainment
※M1「エンド」編曲・サウンドプロデュース
※M5「あ可よろし」編曲・サウンドプロデュース

- Ra*bits × Double Face『ポケットに宇宙』アイドルプロデュースゲームアプリ『あんさんぶるスターズ！！』からFUSION UNIT SERIES 第2弾　2021年7月22日 (FFCG-0171) フロンティアワークス,Happy Elements
※M1「ポケットに宇宙」作曲・編曲

### [ワ行]
- WORLD ORDER『WORLD ORDER』　2010年7月7日 (XNAE-10032) P-VINE RECORDS
※M3｢A BRAVE NEW WORLD｣の作詞曲、アレンジ・プロデュースを担当
- TVアニメ【私がモテないのはどう考えてもお前らが悪い!】　EDテーマ『どう考えても私は悪くない』　2013年8月28日 (ZMCZ-8800) メディアファクトリー
※M1「どう考えても私は悪くない」にて編曲、プロデュース
※M2「私がモテないのは可愛くないからだよね？」にて2 ANIMEny DJs名義で編曲、プロデュース
- TVアニメ『わかば＊ガール』　OPテーマ『初めてガールズ！』　2015年8月26日(GNCA-0394,GNCA-0395)NBCユニバーサル・エンターテイメントジャパン
※M1「初めてガールズ!」の作曲・編曲

- TVアニメ『ワンダーエッグ・プライオリティ』　2021年1月12日放送開始
※DÉ DÉ MOUSEとミトで劇伴を担当

- Blu-ray＆DVD『ワンダーエッグ・プライオリティ1』　2021年3月24日（ANZX-15131～15132,ANZB-15131～15132）
※完全生産限定版特典にオリジナルサウンドトラック
※DÉ DÉ MOUSEとミトで劇伴を担当

- Blu-ray＆DVD『ワンダーエッグ・プライオリティ2』　2021年4月28日（ANZX-15133～15134,ANZB-15133～15134）
※完全生産限定版特典にオリジナルサウンドトラック
※DÉ DÉ MOUSEとミトで劇伴を担当

- Blu-ray＆DVD『ワンダーエッグ・プライオリティ3』　2021年5月26日（ANZX-15135～15136,ANZB-15135～15136）
※完全生産限定版特典にオリジナルサウンドトラック
※DÉ DÉ MOUSEとミトで劇伴を担当